# مستلحمة إسبانية
مستلحمة إسبانية (الاسم العلمي: Hypocrea hispanica) هو نوع من الفطريات يتبع جنس فطر المستلحمة من فصيلة المستلحمية